# Полёт с космонавтом
«Полёт с космонавтом» — советский приключенческий фильм 1980 года о деревенском пареньке, который любой ценой мечтает стать космонавтом и поступает в итоге в МАИ. Музыка к фильму написана Алексеем Рыбниковым.

## Сюжет
Старшеклассник Семён Брусничкин мечтает стать космонавтом и упорно работает над воплощением своей мечты: старательно учится, занимается спортом, изучает иностранные языки, живёт по строгому распорядку. Он планирует окончить авиационный институт, параллельно в аэроклубе научиться летать на самолёте, изучить биохимию и релятивистскую астрофизику. Его планы не встречают поддержки ни у родителей, ни у его одноклассницы Марины, в которую он влюблён с 6 класса. После окончания школы Семён пытается поступить в Московский авиационный институт, но недобирает 2 балла.
Следующий эпизод показывает Семёна на срочной службе в армии. В звании сержанта сапёрного подразделения он руководит тремя другими солдатами во время учений. Преодолевая саботаж одного из подчинённых, он проводит свой отряд через болото и выполняет поставленную задачу. Чтоб растереть товарищей, замёрзших при переходе через болото, он отправляется в магазин за водкой. Но денег у него не хватает, продавщица отказывается принять у него расписку, и он просто забирает водку с прилавка из-под носа зазевавшейся продавщицы, за что впоследствии попадает на гауптвахту. Несмотря на это, командиры считают его «хорошим мужиком» и «прирождённым сапёром», каких «один на тысячу», и предлагают направить его в школу прапорщиков, но он отказывается.
Вернувшись на родину после окончания срочной службы, Семён узнаёт, что Марина, теперь уже студентка училища, живёт на квартире с другим студентом, Игорем. Хотя Игорь в присутствии Марины объявляет Семёну, что они, «вполне вероятно», поженятся, Семён не отказывается от Марины и продолжает ходить к ней в гости, несмотря на тяжёлые отношения с Игорем.
Семён устраивается на работу в колхоз, водителем председателя. Он использует долгие промежутки времени, пока автомобиль ожидает председателя, для продолжения своих занятий, за что и председатель, и другие водители считают его странным. Тем не менее, Семён хорошо справляется со своей работой, составляет графики движения, чтобы всегда быть готовым выбрать оптимальный маршрут. Когда гость председателя опаздывает на поезд, Семён берётся довезти его в срок. Двигаясь с большой скоростью, совершив несколько опасных обгонов, проехав мимо останавливающего его инспектора ГАИ и промелькнув на переезде перед самым носом поезда, он вовремя доставляет пассажира на вокзал, но в пути у пассажира случается сердечный приступ.
В наказание Семёна переводят на ферму «коровий навоз выгребать», но он воспринимает это как возможность лучше изучить животноводство. На ферме он выступает хорошим техником и организатором, ремонтирует оборудование, ведёт жёсткие переговоры с начальством и становится неформальным лидером коллектива.
Тем временем Марина не сдала экзамены, её выгнали из училища и выселяют из общежития, а Игорь по этому поводу всего лишь «выражает сочувствие». Семён снимает Марине комнату, так как у Игоря на это нет денег.
В райкоме отмечают хорошую работу Семёна и предлагают назначить его заведующим фермой, а потом выдвинуть в заместители председателя. Председатель опасается, что Семён займёт его место, и при первой возможности рекомендует его на новую работу в милицию. Семён отказывается, потому что не видит, как эта работа может пригодиться ему для будущей профессии. Но председатель убеждает его, сказав, что работа в городе поможет Семёну быть рядом с Мариной.
Когда при приёме на службу в милицию Семён указывает в анкете, что владеет английским, немецким, французским, испанским и японским языками, это считают шуткой, но с помощью приглашённого полиглота, преподавателя педучилища, убеждаются, что это правда. На занятиях в милиции он отказывается бессмысленно тратить время на изучение хорошо известной ему материальной части мотоцикла и получает зачёт, победив в гонке на мотоциклах начальника милиции, подполковника Пеночкина.
Помогая Марине прописаться, Семён представляет её как свою невесту. Марина говорит, что у неё нет никого, роднее Семёна, но на полуслове Семёна вызывают в отделение.
Там выясняется, что в городе появился опасный преступник Вахняк, который, очевидно, готовит крупное ограбление. Семён застаёт Вахняка у сберкассы, и, после погони и перестрелки, арестовывает преступника.
К Марине приходит Игорь, и она уходит с ним. Семён, придя к Марине, застаёт лишь покинутую комнату, и выбрасывает в урну принесённый букет.
Семёна не хотят отпускать из милиции, но подполковник подписывает документы на увольнение, говоря, что он ему, «как сыну, желает пробиться к своей мечте». Со второй попытки Семён поступает в авиаинститут.
На последних кадрах фильма Семён, выходя из института, отказывает куда-то зовущим его товарищам и бежит в аэроклуб, после чего мы видим деревню Семёна с высоты птичьего полёта.

## В главных ролях
- Валерий Шальных — Сеня Брусничкин
- Наталья Егорова — Марина
- Татьяна Егорова — Люба
- Николай Попков (Глинский) — Игорь, студент
- Михаил Брылкин — Иван Петрович Брылкин, председатель колхоза
- Леонид Марков — Леонид Васильевич Пеночкин, подполковник, начальник милиции

## В ролях
- Алла Мещерякова — Брусничкина, мать
- Александр Горбенко — Федор Брусничкин, отец
- Иван Екатериничев — заведующий молочной фермой
- Игорь Кашинцев — Илларион Степанович, представитель стройтреста
- Александр Парра — Вахняк, рецидивист
- Леонид Кулагин — подполковник
- Юрий Сагьянц — капитан
- Аркадий Трусов — Михаил Трегубов, лесник
- Михаил Порошин — Витя Климов
- Александр Завьялов — Никитенко
- Андрей Анкудинов — Ведёркин

## Съемочная группа
- Автор сценария: Валентин Черных
- Режиссёр-постановщик: Геннадий Васильев
- Оператор-постановщик: Александр Гарибян
- Композитор: Алексей Рыбников
- Художники-постановщики: Анатолий Качуров, Олег Краморенко